# Sedeinga
Sedeinga (سيدينقا in arabo) è un sito archeologico del Sudan.
Il sito si trova tra la seconda e la terza cateratta del Nilo, sulla sponda occidentale, dove comunemente si trovavano le necropoli; la località è a circa 30 km a sud dell'isola di Sai. Il sito era conosciuto per i resti del tempio della regina Tiye, moglie del faraone Amenofi III (XIV secolo a.C.), oltre ad una piccola chiesa cristiana del X secolo. Nel 2009 è stata scoperta una necropoli composta da circa 35 piramidi e diverse sepolture risalente al regno di Kush, in prevalenza nubiane e meroitiche: si tratta della più grande necropoli conservata nell'antica Nubia con un'estensione di oltre 30 ettari.

## Ricerca archeologica
Nel 1963 Michela Schiff Giorgini dell'Università di Pisa iniziò a studiare il sito parallelamente ai suoi scavi a Soleb, ma dal 1979 furono i suoi assistenti Jean Leclant e Clément Robichon a proseguire gli studi; gli scavi furono poi diretti fino al 2008 da Catherine Berger-El Naggar e Audran Labrousse. Dall'anno seguente venne finanziata una missione francese dal Ministero degli Affari Esteri e dall'Université Paris-Sorbonne, guidata da Claude Rilly e Vincent Francigny: le ultime attività archeologiche hanno interessato il Settore II, composto solamente dal sito funeraria di età meroitica.

## Sito e rinvenimenti
La pianta della costruzione maggiore misura 7 m di lato, mentre la minore finora rinvenuta mostra una dimensione di 75 cm di lunghezza; si è ipotizzato che quest'ultima possa appartenere ad un bambino. Le sommità delle piramidi - come di consueto nella valle del Nilo, ma in materiale pregiato come l'oro - erano impreziosite da decorazioni in pietra, spesso con raffigurazioni come animali o fiori.
Molte sepolture al momento della scoperta risultavano già depredate, ma sono stati comunque rinvenuti manufatti e corpi integrali dei defunti. Tra questi, una tavola offertoria con le divinità Iside e Anubi accompagnate da un'iscrizione in lingua meroitica. Sono stati trovati anche frammenti di ceramica fine, perline e frammenti di vetro e faience che ornavano un defunto. Tra gli esemplari migliori, un piccolo pendente blu a forma di ankh, il simbolo egizio della vita, sopra una luna crescente, probabile iconografia del dio Apedemak.